# هارب مجهز
الهارب المجهز (بالإنجليزية: Prepared Harp)‏ هو تكنيك موسيقي يتم به تعديل أداء الهارب بشكل مؤقت لأداء بعض المقطوعات الموسيقية، بطريقة تشابه البيانو المجهز، حيث يتم شبك الأجسام الغريبة مثل قطع الورق في الأوتار لتغيير نغمة الآلة.  وكان من بين رواد هذه التقنية عازفة القيثارة آن ليبارون. 
من بين المقطوعات بتلك الطريقة كانت ثلاثة اسكتشات للهارب المنفرد (1972) للملحن البولندي فيتولد سالونيك وعازفة الهارب أورزولا مازوريك.  